# Батрович, Велько
Ве́лько Ба́трович (черног. Veljko Batrović, серб. Вељко Батровић; 5 марта 1994, Подгорица, Союзная Республика Югославия) — черногорский футболист, полузащитник греческого клуба «Астерас Влахиоти».

## Клубная карьера
Велько начал заниматься футболом в черногорском клубе «Бубамара», в 2010 году перешёл в молодёжную команду «Партизана». Однако в Белграде надолго не задержался и уже через год вернулся в Черногорию, в «Зету».
28 мая 2011 года дебютировал в Первой лиге Черногории, выйдя на замену в матче с «Ловченом».
В январе 2012 года было объявлено о переходе Батровича в польский «Видзев». игрок подписал контракт сроком на 3,5 года. 31 марта 2012 года полузащитник провёл свой первый матч за «Видзев». 8 апреля 2013 года в игре с «Полонией» Велько отметился забитым голом, ставшим первым в его профессиональной карьере. Батрович в сезоне 2012/13 провёл в чемпионате Польши 6 матчей. Следующие два сезона был игроком основного состава.
Летом 2015 года на правах свободного агента Велько перешёл в словенский «Заврч», через год — в «Домжале», где стал обладателем Кубка Словении. В ноябре 2017 года присоединился к клубу «Кршко».

## Карьера в сборной
Велько дебютировал за молодёжную сборную Черногории в матче отборочного турнира к молодёжному чемпионату Европы 2015 против сборной Румынии.